# Nijmegen

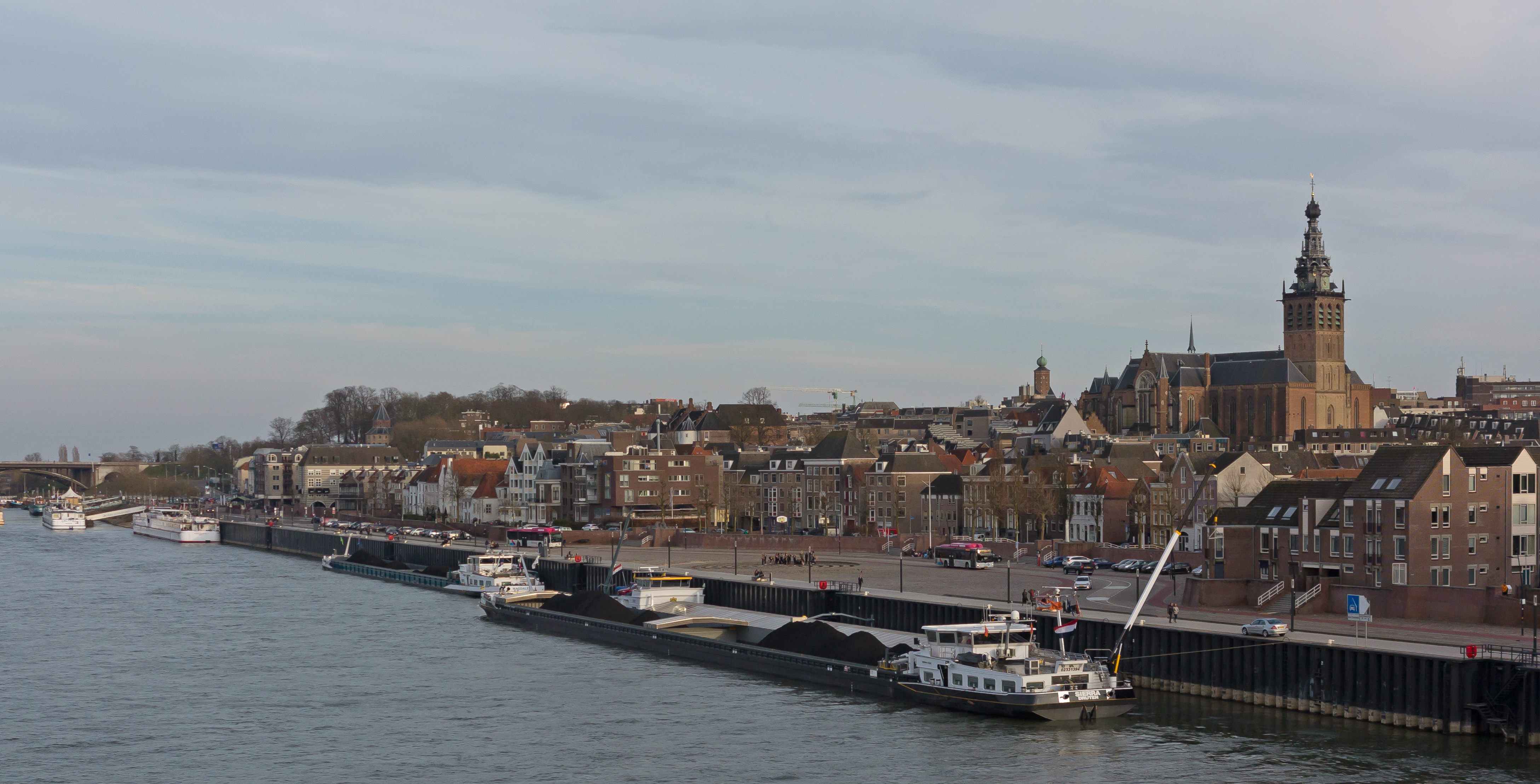
Thành phố trông từ cầu đường ray

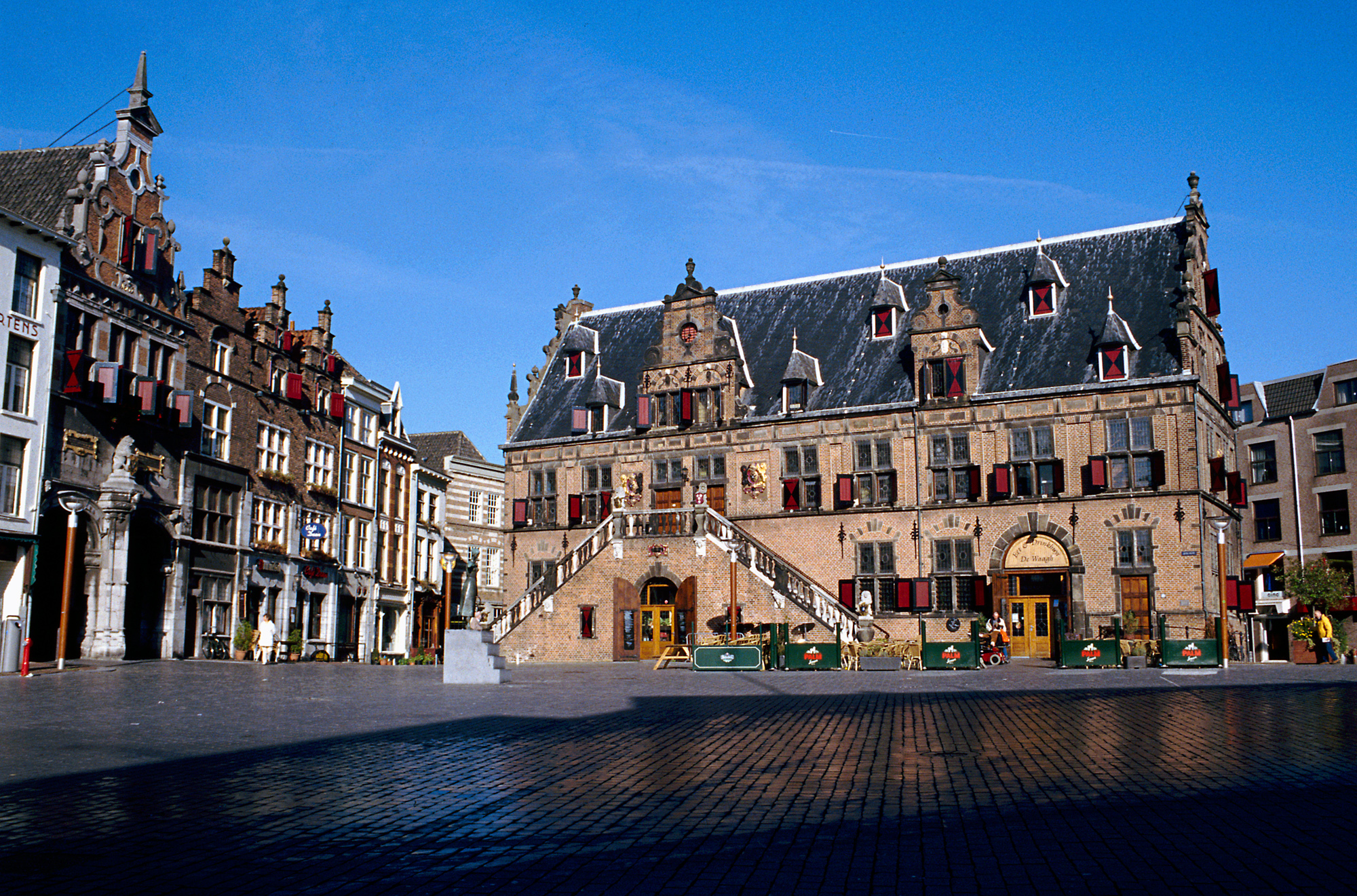
Nhà cổ ở "Grote Markt" ("Chợ Lớn").

Nijmegen (phát âm tiếng Hà Lan: [ˈnɛimeːɣə(n)] ⓘ; Nijmeegs: Nimwegen [ˈnɪmβ̞ɛːxə]) là một thành phố Hà Lan, trong tỉnh Gelderland, nằm bên sông Waal gần biên giới với Đức.
Nijmegen là thành phố cổ nhất Hà Lan.